# Erannis salicaria
Erannis salicaria là một loài bướm đêm trong họ Geometridae.